# Омутнинское городское поселение
Омутнинское городское поселение — муниципальное образование в составе Омутнинского района Кировской области России.
Центр — город Омутнинск.

## История
Омутнинское городское поселение образовано 1 января 2006 года согласно Закону Кировской области от 07.12.2004 № 284-ЗО.

## Население
| 2009    | 2010    | 2011    | 2012    | 2013    | 2014    | 2015    |
| ------- | ------- | ------- | ------- | ------- | ------- | ------- |
| 24 543  | ↘24 185 | ↘23 533 | ↗23 726 | ↘23 422 | ↘23 246 | ↘23 051 |
| 2016    | 2017    | 2018    | 2019    | 2020    | 2021    |         |
| ↘22 934 | ↘22 798 | ↘22 488 | ↘22 326 | ↘22 095 | ↘20 042 |         |

## Населенные пункты
В поселение входят 6 населённых пунктов (население, 2010):
| - город Омутнинск — 23 615 чел.; - посёлок Васильевский — 21 чел.; - посёлок Омутнинский — 85 чел.; - деревня Осокино — 218 чел.; - деревня Плетеневская — 246 чел.; - посёлок Потеринский — 0 чел. |